# Bảo tàng Máy tình dục

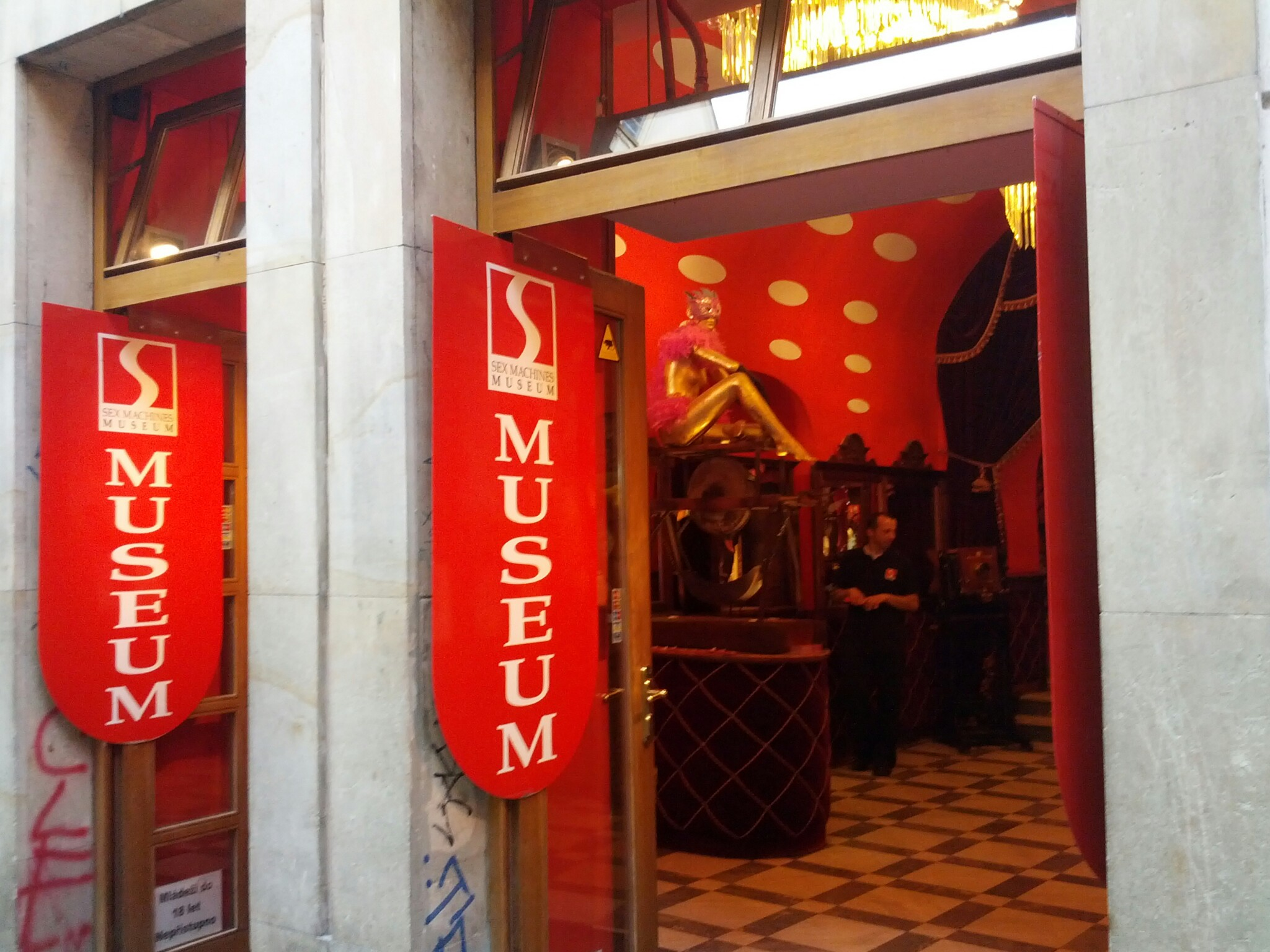
Lối vào bảo tàng

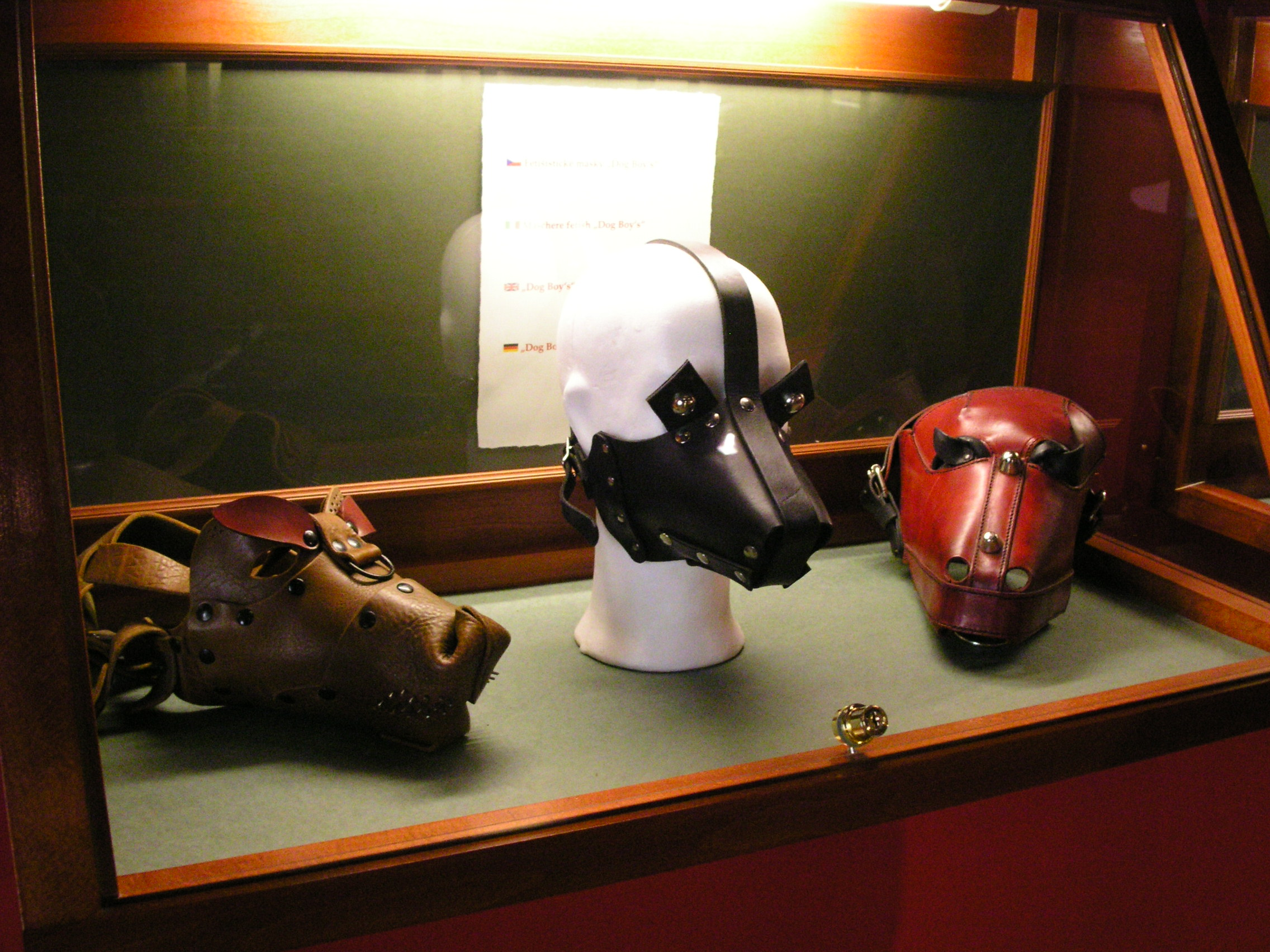
3 mặt nạ BDSM được trưng bày trong Bảo tàng Máy tình dục.

Bảo tàng Máy tình dục (tiếng Anh: Sex Machines Museum, viết tắt SMM) là một bảo tàng tình dục ở Praha, Cộng hòa Séc, trưng bày bộ sưu tập các thiết bị tình dục. Bảo tàng thành lập vào năm 2002, nằm ở gần Quảng trường Phố Cổ. Trang web chính thức của Bảo tàng mô tả đây là "nơi trưng bày các thiết bị khiêu dâm cơ học, với mục đích là mang lại khoái cảm và gợi ý các tư thế lạ trong khi giao hợp." Đây là bảo tàng tình dục duy nhất trên thế giới dành riêng cho máy tình dục.
Bảo tàng trưng bày một bộ sưu tập khoảng 200 dụng cụ, nhiều dụng cụ trở nên dễ hiểu hơn nhờ đi kèm với hình nộm. Một số dụng cụ được sản xuất từ thế kỷ 16. Bào tàng trưng bày dây nịt cơ thể và "bàn giao cấu" nhằm mục đích tạo điều kiện cho các tư thế quan hệ tình dục độc đáo, các dụng cụ để kích thích "mô dương vật, bìu, hậu môn, âm đạo và âm vật", chẳng hạn như máy rung, ghế "cưỡng bức", ngai vàng có lỗ trên mặt ghế để tạo điều kiện cho quan hệ tình dục bằng miệng, đai trinh tiết có răng vuốt từ những năm 1580, coóc-xê sắt, v.v. Có một thiết bị chống thủ dâm dành cho trẻ em trai được trưng bày trong bảo tàng được sản xuất tại Pháp những năm 1920. Trên thiết bị có chứa một vòng điện tử được đặt trên dương vật. Vòng tự động bật khi cương cứng để cha mẹ cậu bé có thể nhận biết được. Bảo tàng còn trưng bày giày của gái mại dâm Hy Lạp cổ đại. Đôi giày này có câu "theo bước tôi" được khắc trên đế, mục đích là tạo vết giày lên trên mặt đất. Bảo tàng Máy tình dục cũng có một bộ sưu tập quần áo khiêu dâm. Phòng trưng bày nghệ thuật ở bảo tàng còn có bộ sưu tập các hình ảnh liên quan đến hoạt động tình dục của con người. Bảo tàng còn có một nhà hát chiếu những bộ phim khiêu dâm sớm nhất trên thế giới, sản xuất tại Tây Ban Nha những năm 1920.
Sau khi khai trương bảo tàng, các quan chức thành phố Praha chỉ trích bảo tàng vì họ cho rằng nội dung ở đây quá "bất đồng". Tuy nhiên điều này đã vô tình làm tăng mức độ phổ biến của Bảo tàng Máy tình dục đối với khách du lịch.